# جاك كيتشام
جاك كيتشام (بالإنجليزية: Jack Ketchum)‏ (10 نوفمبر 1946 في الولايات المتحدة - 24 يناير 2018 في الولايات المتحدة)؛ كاتب سيناريو، كاتب وروائي أمريكي.

## روابط خارجية
- جاك كيتشام على موقع IMDb (الإنجليزية)
- جاك كيتشام على موقع ألو سيني (الفرنسية)
- جاك كيتشام على موقع أول موفي (الإنجليزية)
- جاك كيتشام على موقع قاعدة بيانات الفيلم (الإنجليزية)
- جاك كيتشام على موقع كينوبويسك (الروسية)